# 존 노튼
존 노튼(영어: John Norton; 1606-1663) 영국의 허포드셔에서 윌리엄 노튼의 아들로 태어났다. 케임브리지에 있는 피터하우스 대학에 입학하였다. 매사츄세츠에 도착한 뒤에 바로 율법폐기론 논쟁에 말려들었다. 앤 허친슨은 그를 아르미니우스주의자로 정죄하며, 행위언약을 가르친다고 불평하였다. 또한 그녀는 보통사람도 하나님으로부터 직접 특별계시를 받을 수 있다고 하였다. 이에 대해 존 노튼은 1637의 노회의 회원으로 이 논쟁의 해결에 파견되어 앤 허친슨을 추방하는 데 일조하였다.
1648년에는 케임브리지 신앙선언에 참여하여 초안마련에 기여하였다. 보스톤의 제일교회에서 존 윌슨의 동료로 존 코튼을 이어 목회하였다.

## 후세에 남겨진 명언
- 순수한 이성의 빛은 하나님의 말씀의 후광이다. 하지만, 인간은 타락 이후에 사실상 어두움안에 놓이게 되었다. 그리하여, 순수한 이성은 하나님의 본질처럼 사람에게 다가갈 수가 없다. 단지 사람은 육적인(carnal) 이성만을 갖고 있는 데, 그것은 단순히 모든 다른 피조물위의 주인의 완장처럼 갖고 있었던 모조품에 불과하다.(17세기 뉴잉글랜드의 지성, 32 쪽)

## 저서
A Brief and Excellent Treatise Containing the Doctrine of Godliness.

### 설교
Sion the Out-cast Healed of her Wounds.(1661년) 뉴잉글랜드에서 출판된 최초의 선거설교. 예레미야 30:17에서 '쫒겨난 자'와 '시온'이 주요 키워드로 이스라엘이 거부당한 것과 뉴잉글랜드와 같이 보았고, 시온이 히브리어로 사람에게는 버림 받았지만, 하나님에게는 선택받았다고 함으로 뉴잉글랜드가 하나님과의 계속된 언약관계에 있다고 주장하였다.
1. ↑  Stout, Harry S. (2012). 〈3. Sion's Out-Casts〉. 《The New England soul : preaching and religious culture in colonial New England》. Oxford: Oxford University Press. 55쪽. ISBN 978-0-19-992139-3.